# Chiến tranh Anh-Pháp (1627-1629)
Chiến tranh Anh-Pháp là một cuộc xung đột quân sự xảy ra giữa Vương quốc Pháp và Vương quốc Anh từ năm 1627 đến 1629 thuộc một phần trong cuộc Chiến tranh Ba mươi Năm. Chiến trường chủ yếu diễn ra trên mặt biển. Trọng tâm của cuộc xung đột là trận vây hãm La Rochelle (1627-1628), do Anh hỗ trợ cho người Huguenot Pháp trong cuộc chiến chống lại quân Pháp của vua Louis XIII. La Rochelle đã trở thành thành trì Tân giáo của người Huguenot, gần như biến thành một xứ cộng hòa độc lập đối lập với nền quân chủ chuyên chế Pháp. Đây chính là trung tâm của hải lực Huguenot và được coi là ổ đề kháng mạnh nhất chống đối chính quyền trung ương. Quân đội của Louis XIII phải mất 14 tháng mới hạ được hải cảng chiến lược La Rochelle của người Huguenot vào năm 1628, phần lớn là vì người Pháp không có hải quân để chặn đường giao thông với nơi này.

## Bối cảnh
Cuộc xung đột này xảy ra sau sự thất bại của liên minh Anh-Pháp năm 1624, mà người Anh định liên minh với Pháp để chống lại thế lực của dòng họ Habsburg. Chính sách đối ngoại của người Pháp đã thay đổi khác đi kể từ khi Hồng y Richelieu lên nắm quyền vào năm 1624. Năm 1625, nhân vì Richelieu sử dụng tàu chiến Anh để đánh bại người Huguenot qua lần tái chiếm đảo Ré (1625), đã gây nên sự phẫn nộ tại nước Anh. Năm 1626, Pháp thực sự ký kết một hòa ước bí mật với Tây Ban Nha, và các tranh chấp nảy sinh xoay quanh gia đình của Vương hậu Henrietta Maria. Ngoài ra, người Pháp còn ra sức gây dựng lực lượng hải quân của họ thêm phần vững mạnh khiến cho nước Anh không hài lòng đã lên tiếng phản đối nước Pháp "vì những lý do quốc gia". Tháng 6 năm 1626, triều đình Anh phái sứ thần Walter Montagu sang Pháp để bắt liên lạc với giới quý tộc bất đồng chính kiến, và từ tháng 3 năm 1627 đã bắt đầu tổ chức một cuộc bạo loạn tại Pháp. Biết trước sẽ bị triều đình trừng phạt, người Huguenot bèn nổi dậy dưới sự lãnh đạo của Henri, Công tước xứ Rohan và anh là Benjamin, Công tước xứ Soubise.

## Diễn biến

### Tiến chiếm đảo Ré
Ngày 10 tháng 7 năm 1627, một hạm đội gồm khoảng 100 tàu chiến dưới sự chỉ huy của Công tước Buckingham, sủng thần của vua Anh Charles I, đã cập bến La Rochelle, trong lúc 17 trung đoàn bộ binh và 12 đại đội kị binh Pháp do đích thân vua Louis XIII chỉ huy, đã dàn trận sẵn bên ngoài thành phố và bắt đầu bao vây nó từ ngày 10 tháng 8. Buckingham quyết định đánh chiếm đảo Ré hòng chi viện cho người Huguenot, mà Richelieu đã ra lệnh tăng cường lực lượng bố phòng từ tháng 2 năm 1627.
Dù là một cứ điểm của phe Tân giáo, Île de Ré đã không tham gia trực tiếp vào cuộc nổi dậy chống lại nhà vua. Trên đảo Ré, Viên tư lệnh người Anh tìm cách vây hãm và triệt đường lương thực đặng buộc hàng lực lượng Pháp đồn trú dưới quyền chỉ huy của nguyên soái De Toiras, nhưng ông này quyết định cố thủ đến chết trong pháo đài kiên cố Saint-Martin. Những chiếc tàu nhỏ của Hải quân Pháp thì lẻn vào tiếp tế cho St Martin bất chấp nỗ lực phong tỏa của quân Anh. Đêm mùng 7 rạng ngày 8 tháng 11, quân Pháp dưới quyền chỉ huy của tướng Charles de Schomberg đã chọc thủng vòng vây pháo đài Saint-Martin. Sau một cuộc công kích cuối cùng, quân Anh đại bại với tổn thất nặng về nhân mạng đành phải lên tàu tháo chạy thoát thân. Nhưng người Huguenot không nản lòng và vẫn tiếp tục đương đầu với cuộc vây hãm của quân triều đình.

### Vây đánh La Rochelle

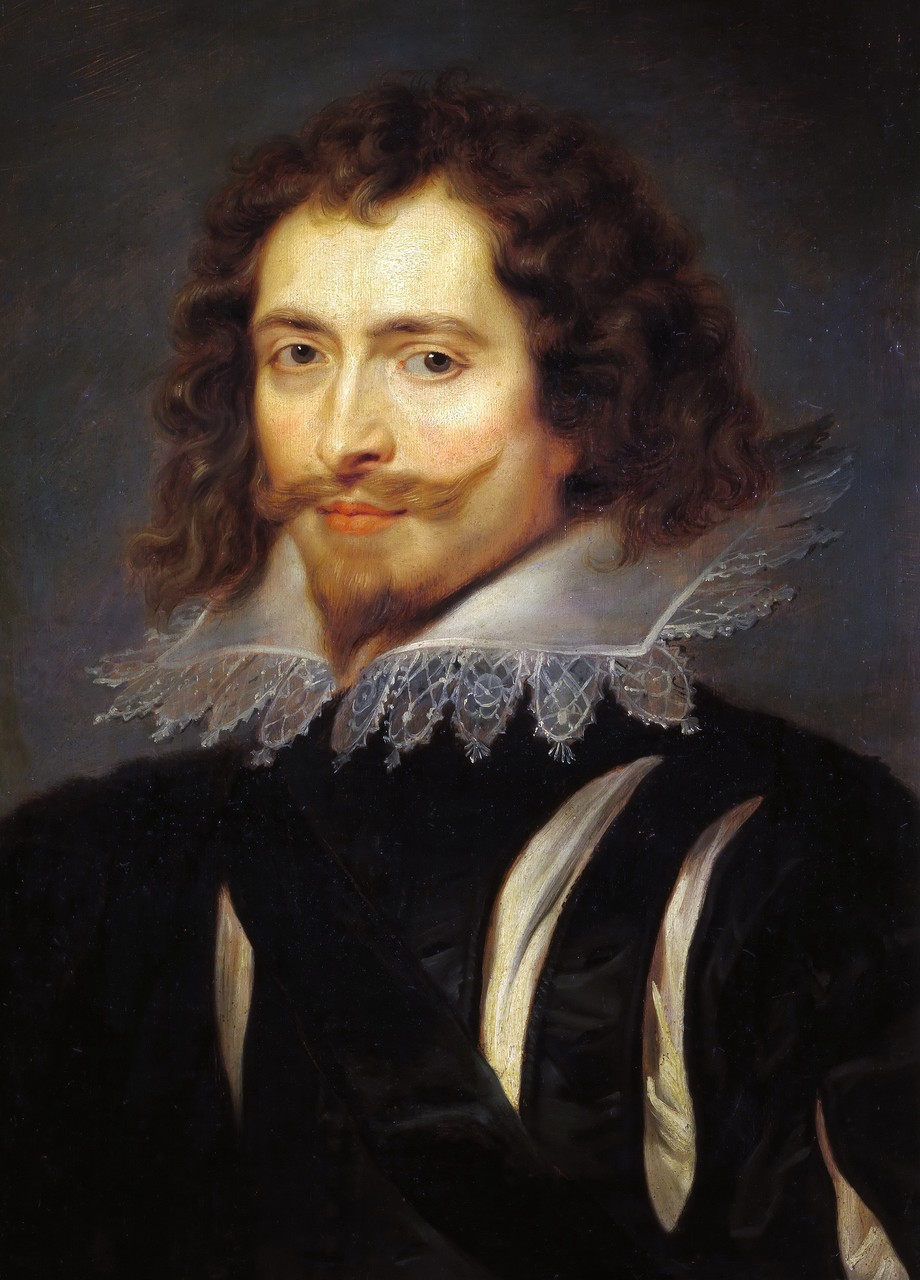
Công tước Buckingham là viên Tư lệnh chủ chốt của quân Anh trong cuộc chiến này.

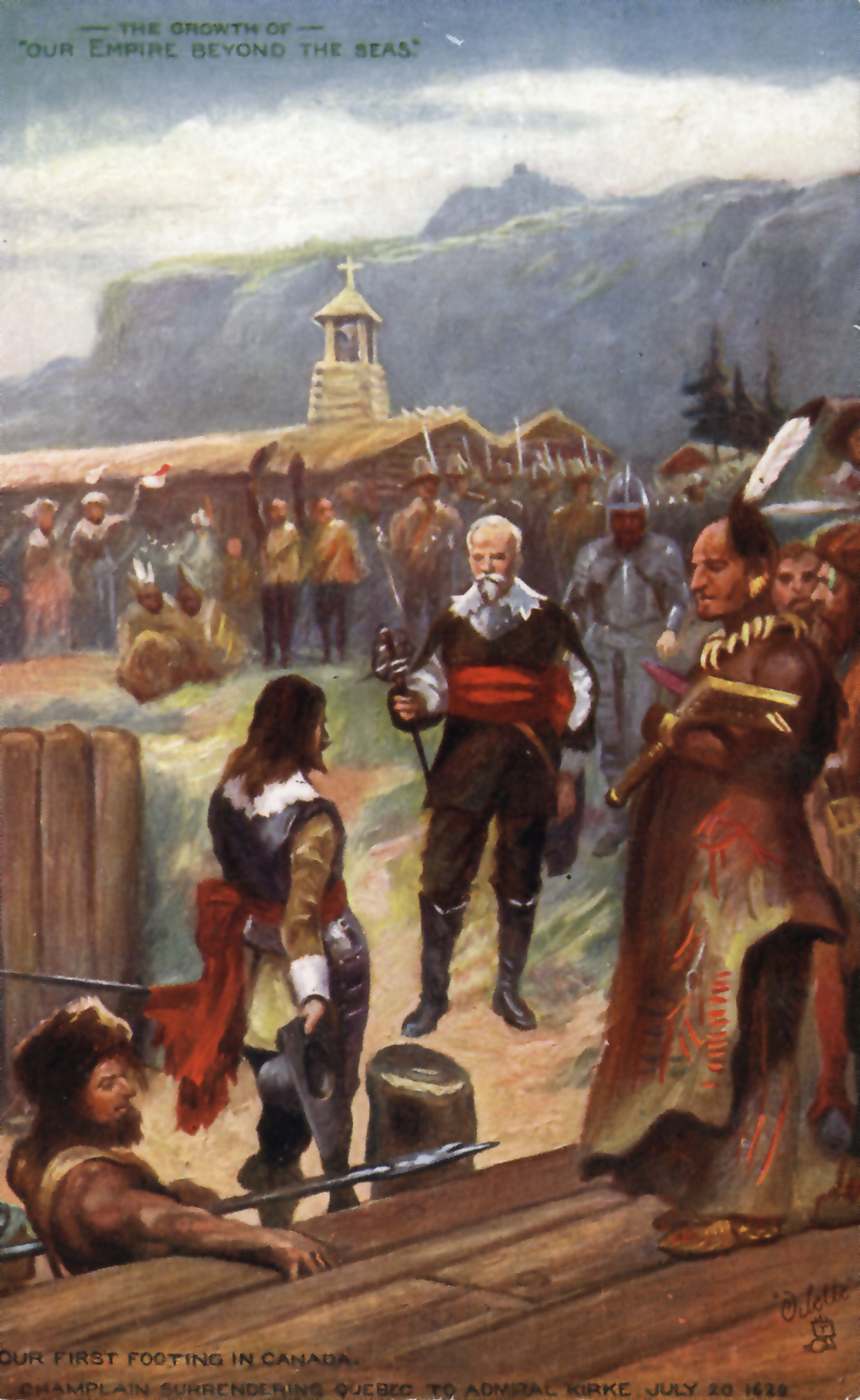
Champlain đầu hàng Đô đốc Kirke tại Québec, năm 1629.

Ngày 4 tháng 2 năm 1628, chán nản vì cuộc vây hãm đã kéo dài quá lâu, vua Louis XIII trở về Paris và giao toàn quyền chỉ huy chiến dịch cho Richelieu với hai người phụ tá là các nguyên soái Bassompierre và Schomberg. Hồng y cho rằng việc chiếm thành bằng các cuộc tiến công liên tiếp sẽ làm hao tổn không ít nhân mạng. Do đó, ông đã quyết định cho xây một con đập nổi tiếng dài 1.500m, rộng 8m, ở phần nổi trên mặt nước, có một cửa ở chính giữa để nước thủy triều lên xuống. Ông muốn dùng con đập này để ngăn không cho tàu Anh tiếp tế lương thực và đạn dược cho thành La Rochelle.
Người Anh cố gắng gửi thêm hai hạm đội tàu chiến tới giải vây cho La Rochelle. Hạm đội thứ nhất dưới sự chỉ huy của William Feilding, Bá tước xứ Denbigh khởi hành vào tháng 4 năm 1628, nhưng đột nhiên quay trở về Portsmouth mà không giao chiến, theo như lời Denbigh "rằng ông ta không dám gây nguy hiểm cho con tàu của nhà vua trong cuộc chiến đấu và trở về Portsmouth một cách đáng hổ thẹn". Hạm đội thứ hai do Buckingham sắp đặt ngay trước khi bị ám sát, đã được phái đi dưới sự chỉ huy của Thủy sư đô đốc, Bá tước xứ Lindsey vào tháng 8 năm 1628, gồm 29 tàu chiến và 31 tàu buôn.
Tình hình diễn ra ngày càng bất lợi nghiêng về phía Anh, khi mà Tư lệnh của họ là Công tước Buckingham đã bị một viên sĩ quan bất mãn tên là John Felton đâm chết vào ngày 23 tháng 8 năm 1628 tại Quán rượu Greyhound ở Portsmouth. Tháng 9 cùng năm, hạm đội Anh kịp đến giải vây thành phố bằng cách oanh tạc các vị trí của quân Pháp và cố phá vỡ bờ đê trong niềm vô vọng; rồi nhận thấy không còn khả năng cứu viện cho đồng minh của mình nữa, quân Anh vội vã rút lui. Người Huguenot cố gắng chống cự nhưng lương thực ngày một cạn kiệt, lại mất đi sự tiếp tế của người Anh nên cả thành bị nạn đói hoành hành, tinh thần toàn quân suy sụp. Cuối cùng, sau một năm bị vây hãm, thành La Rochelle phải ký vào văn kiện đầu hàng vào ngày 28 tháng 10 năm 1628. Trong số 15.000 người bảo vệ thành chỉ còn lại 145 người sống sót.

## Hậu quả
Sau những thất bại cay đắng, nước Anh quyết định chấm dứt việc can dự vào nền chính trị trên lục địa châu Âu, bằng cách đàm phán một hòa ước với Pháp vào năm 1629. Họ cũng ký một hòa ước khác với Tây Ban Nha vào năm 1630 theo sau thất bại trong một cuộc xung đột qua chuyến viễn chinh Cádiz năm 1625. Việc nước Anh rút ra khỏi các vấn đề châu Âu đã gây nên nỗi khiếp đảm cho lực lượng của phe Tân giáo trên lục địa. Trong khi tại nước Anh, xung đột nội bộ vẫn tiếp diễn giữa chế độ Quân chủ và Nghị viện, những tranh chấp này sẽ dẫn đến cuộc nội chiến Anh vào năm 1640. Pháp ngược lại tiếp tục phát triển mạnh hơn và hải quân Pháp thì ngày càng lớn hơn hải quân Anh vào năm 1630. Dù nước Anh thua cuộc trong khi giải vây thành La Rochelle, nhưng bù lại người Pháp cũng hứng chịu thảm bại ở Bắc Mỹ khi để mất thuộc địa Tân Pháp (bao gồm Québec, Acadia và Đảo Cape Breton) vào tay Anh năm 1629, mãi tới khi hai bên ký hòa ước Saint-Germain-en-Laye năm 1632 mới được trao về chủ cũ.